# كارملا ماري كريستيانو
كارملا ماري كريستيانو (بالإنجليزية: Carmela Marie Cristiano)‏ هي راهبة ومُدرسة أمريكية، ولدت في 15 أغسطس 1927، وتوفيت في 1 أغسطس 2011.